# Derywacyjne elektrownie wodne
Derywacyjne elektrownie wodne – małe elektrownie wodne, które wykorzystują kanał derywacyjny. Kanał taki przecina w poprzek naturalne zakole rzeki sztucznie zwiększając wysokość spadu elektrowni. W takim kanale jest umieszczana turbina.
Zobacz też: energia spadku wody, odnawialne źródła energii.